# Ayahualco
Ayahualco är en ort i Mexiko.   Den ligger i kommunen Chilapa de Álvarez och delstaten Guerrero, i den södra delen av landet, 200 km söder om huvudstaden Mexico City. Ayahualco ligger 1 425 meter över havet och antalet invånare är 545.
Terrängen runt Ayahualco är huvudsakligen kuperad, men åt nordost är den bergig. Runt Ayahualco är det ganska glesbefolkat, med 42 invånare per kvadratkilometer. Närmaste större samhälle är Chilapa de Alvarez, 3,4 km söder om Ayahualco. Omgivningarna runt Ayahualco är en mosaik av jordbruksmark och naturlig växtlighet.